# Cleodeu
Cleodeu (en grec antic: Κλεοδαῖος) va ser, segons la mitologia grega, un dels heraclides, fill d'Hil·los i de Íole, i net d'Hèracles.
Va ser el pare d'Aristòmac, que va dirigir el tercer intent de capturar Micenes, i va fracassar. També va tenir una filla, Leonassa o Lanassa, que es va casar amb Neoptòlem i va tenir amb ell diversos fills, un dels quals es deia Pirros. Cleodeu tenia un heròon, un santuari per rendir-li culte com a heroi, a Esparta.
Cleodeu era també el nom d'un fill que Hèracles va tenir amb una esclava de nom desconegut, natural d'Òmfale.